# Achirus klunzingeri
Achirus klunzingeri е вид лъчеперка от семейство Achiridae. Видът е незастрашен от изчезване.

## Разпространение и местообитание
Разпространен е в Гватемала, Еквадор, Колумбия, Коста Рика, Мексико, Никарагуа, Панама, Перу, Салвадор и Хондурас.
Среща се на дълбочина от 1 до 281,5 m, при температура на водата от 23,2 до 25,9 °C и соленост 33 – 34,4 ‰.

## Описание
На дължина достигат до 23 cm.